# Érytheia

Position d'Érytheia dans la baie de Cadix dans l'Antiquité.

Érytheia ou Érythia, grec ancien : Ἐρύθεια « la rouge », est une île qui apparaît dans les récits de la mythologie grecque relatifs aux confins occidentaux du monde antique. Son nom, qui fait certainement référence au ciel rougeoyant du couchant, est à mettre en rapport avec celui d'une des trois Hespérides, Érythie. Cette île se trouvait, selon de nombreux auteurs, dans la baie de Cadix, dans le Sud de l'Espagne.

## Les récits concernant l'île d'Érytheia
Dès les plus anciens récits, l'île était située dans l'extrême Occident, au-delà des colonnes d'Hercule. Elle était la résidence de Géryon, qui fut vaincu par Héraclès. Il y faisait garder son troupeau de bœufs par le bouvier Eurytion et le chien à deux têtes Orthros. On trouve cette version chez Hésiode, chez Stésichore, chez Phérécyde, chez Hérodote. Cette localisation est sans doute la dernière étape d'un déplacement du royaume de Géryon (et donc d'Érythie, l'île du Couchant rougeoyant) toujours plus loin vers l'ouest par rapport à la Grèce, déplacement dont il reste des traces à l'époque historique : culte célébré près d'Ambracie en Épire, au pays des Chaones, selon le témoignage d'Hécatée de Milet, traces diverses en Italie.
Par la suite, le nom a été appliqué à une île qui se trouve près de la côte du sud de l'Hispanie, qui était le site de la colonie punique de Gadeira. Selon Strabon, cette identification se trouverait déjà chez Phérécyde, au Ve siècle av. J.-C. ; Strabon insiste sur la qualité de ses pâturages, particularité qui serait à l'origine de la légende des troupeaux de Géryon. L'Histoire naturelle de Pline (4.36) fait référence à l'île de Gadès : « Du côté qui regarde vers l'Espagne, à environ 100 pas de distance, se trouve une autre longue île, large de trois milles, sur laquelle se trouvait la ville originelle de Gadès. Par Éphore et Philistide, elle est appelée Érythia, par Timée et Silenus Aphrodisias, et par les indigènes l'île de Junon ».
Des discussions ont eu lieu, aussi bien chez les Anciens qu'à l'époque contemporaine, pour déterminer à laquelle des îles de la baie de Cadix pouvait s'appliquer le nom d'Érythie. L'existence de plusieurs îles, mentionnée par les sources anciennes, a été confirmée par les recherches topographiques et géologiques modernes ; ces îles se sont réunies au cours des siècles sous l'influence de facteurs naturels ou humains.

## Traditions minoritaires
Selon le Pseudo-Apollodore, ce serait aussi l'endroit où, à l'époque de la gigantomachie, le Géant Alcyonée vola le troupeau de bœufs qu'Hélios y faisait garder.